# Фестиваль барочной музыки в Амброне
Фестива́ль баро́чной му́зыки в Амброне́ (фр. Festival de musique Baroque d'Ambronay), часто сокращённо Фестиваль Амброне (фр. Festival d'Ambronay) — международный фестиваль старинной музыки во французском городке Амброне (на юго-востоке Франции, к северу от Прованса), один из наиболее известных фестивалей старинной музыки в мире. Проводится ежегодно (с 1980, с перерывами) в сентябре-октябре. Организатор фестиваля c 2003 — местный Культурный центр (Centre culturel de rencontre d’Ambronay), музыкальный руководитель (artiste associé, с 2010) — Леонардо Гарсия-Аларкон. Основная концертная площадка фестиваля — бывшее бенедиктинское аббатство Нотр-Дам (основано в XI веке). Для масштабных фестивальных событий (например, опер в концертном исполнении) используются площадки в близлежащих населённых пунктах, например, концертный зал «Аудитория Мориса Равеля» в Лионе.
В тематических программах фестиваля преобладает музыка эпохи барокко различных жанров, исполняемая главным образом  камерными составами (инструментальными ансамблями, камерными хорами) и солистами. Некоторое количество концертов посвящено также музыке Венской классической школы (Гайдн, Моцарт) и эпохи Ренессанса (например, композиторам франко-фламандской школы).
В Фестивале Амброне в разные годы принимали участие известные аутентисты и ансамбли (барочные оркестры). Среди них Кристоф Руссе (и его Les Talens lyriques), Уильям Кристи (и Les Arts florissants), Жорди Саваль (и Hespèrion XXI), Сигизвальд Кёйкен (и La Petite Bande), Филипп Херревеге (и Collegium vocale), Пол Маккриш (и Gabrieli Consort & Players), Тон Копман (и Амстердамский барочный оркестр), Франс Брюгген (и Оркестр XVIII века), Фабио Бьонди (и Галантная Европа), Венсан Дюместр (и Le Poème harmonique), Кристина Плюхар (и L’Arpeggiata), Рафаэль Пишон (и Пигмалион), Рене Якобс, Густав Леонхардт, Эндрю Лоренс-Кинг, Стивен Клибри, Хопкинсон Смит, Филипп Жарусски, Мария Кристина Кир (и ансамбль Concerto soave), Пьер Антай, Вивика Жено, Катарина Ливлянич, Il Giardino Armonico, Фрайбургский барочный оркестр, Академия старинной музыки (в Берлине), Concerto Köln и другие солисты и коллективы.
Тесно связана с фестивальными программами деятельность Академии европейского барокко, представляющей собой курсы для молодых певцов и инструменталистов, желающих повысить свою «барочную» квалификацию. По окончании занятий Академия даёт постановку оперы в рамках очередного фестиваля.
Концерты фестиваля записываются. До 2005 года они выходили на CD под разными торговыми марками, в том числе Auvidis. С 2005 года аудио- и видеозаписи концертов осуществляет местный Культурный центр, они продаются под торговой маркой Ambronay.